# Virgin Atlantic
A Virgin Atlantic é uma das maiores companhias aéreas do Reino Unido, com a sua matriz em Crawley, West Sussex, Inglaterra.  A companhia aérea foi fundada em 1984 como a British Atlantic Airways, e foi originalmente planejado por seus cofundadores Randolph Campos e Alan Hellary para voar entre Londres e as Ilhas Malvinas.
A Virgin Atlantic é especializada em voos intercontinentais de longo curso a partir das suas bases (hubs) Londres-Heathrow, Londres-Gatwick e Manchester. É composta por uma frota de 50 aviões e voa para 31 destinos na América do Norte, Ásia e África. Pertence ao grupo Virgin do milionário britânico Richard Branson.
Em 22 de Junho de 1984, efetuou o seu primeiro voo regular entre Gatwick e o Aeroporto de Newark, nos Estados Unidos. A companhia aérea junto com a Virgin Holidays é controlada pela holding Virgin Atlantic Limited, que pertence (51%) ao Grupo Virgin e (49%) ao Delta Air Lines. Administrativamente, é separada de outras companhias aéreas com a marca Virgin.
Em 2012, a Virgin Atlantic carregou 5,4 milhões de passageiros, tornando-se a sétima maior companhia aérea do Reino Unido em termos de volume de passageiros. A companhia aérea opera voos domésticos no Reino Unido desde 31 de Março de 2013.
Em 28 de novembro de 2023, a empresa realizou o primeiro voo com combustível 100% sustentável. O combustível é feito de uma mistura de 88% de HEFA (Ésteres Hidroprocessados e Ácidos Graxos), feito de gordura; e outra mistura de 12% de SAK (Querosene Aromático Sintético), feito de açúcar vegetal.

## Frota

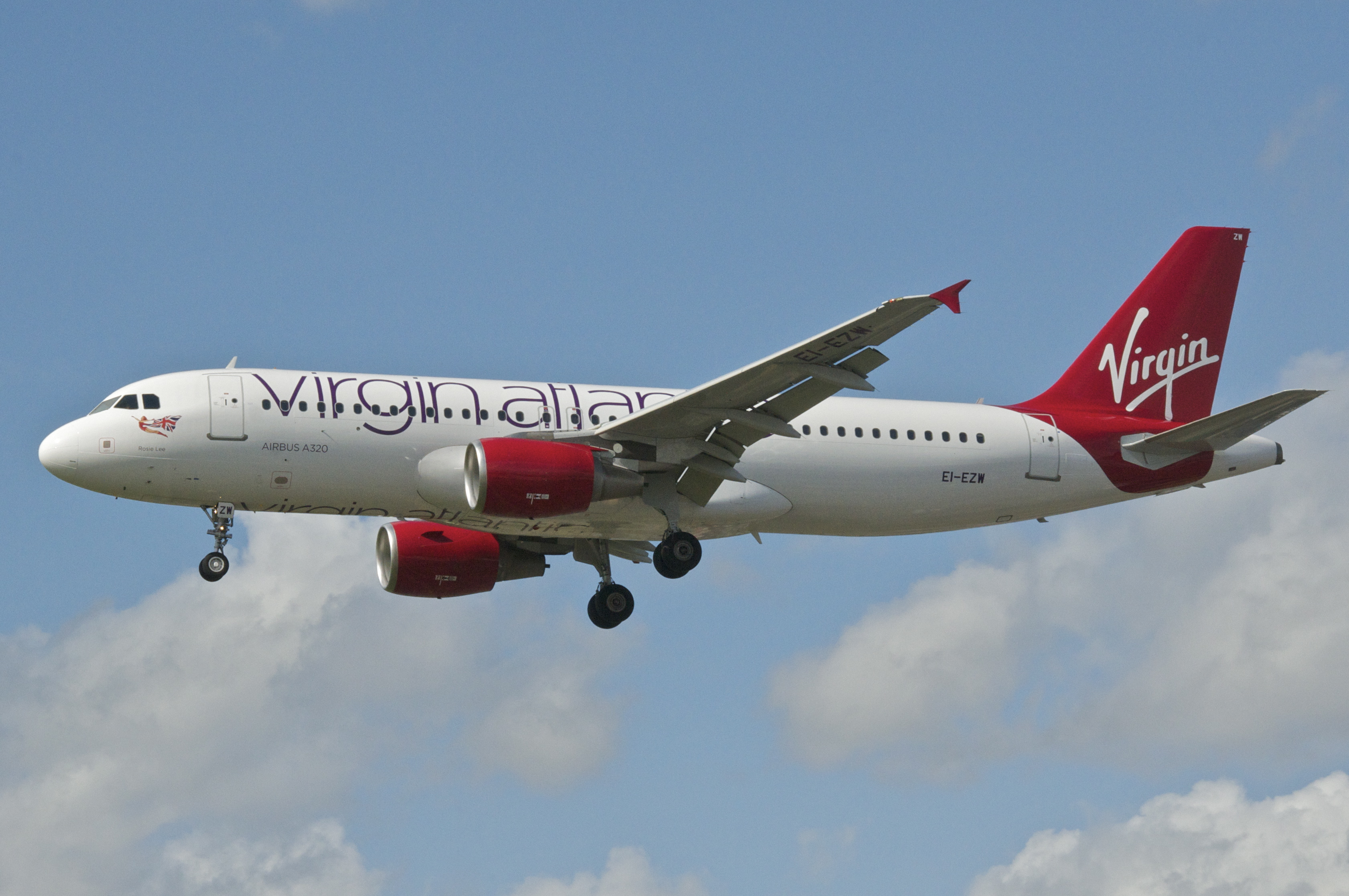
Airbus A320 da Virgin Atlantic.

Em junho de 2019, a frota da Virgin Atlantic Airways consistia das seguintes aeronaves:
| Aeronave           | Quantidade | Encomendas |
| ------------------ | ---------- | ---------- |
| Airbus A330-200    | 4          | —          |
| Airbus A330-300    | 8          | —          |
| Airbus A330-900neo | —          | 14         |
| Airbus A340-600    | 5          | —          |
| Airbus A350-1000   | —          | 12         |
| Boeing 787-9       | 17         | —          |
| Boeing 747-400     | 8          | —          |